# جون فورستر ألكوك
جون فورستر ألكوك (بالإنجليزية: John Forster Alcock)‏ هو حكم كرة قدم ولاعب كرة قدم بريطاني (وحمل سابقاً جنسية المملكة المتحدة لبريطانيا العظمى وأيرلندا) في مركز الهجوم، ولد في 14 أبريل 1841 في سندرلاند في المملكة المتحدة، وتوفي في 13 مارس 1910 في المملكة المتحدة. لعب مع Wanderers F.C. ‏.